# Coloniștii din Catan

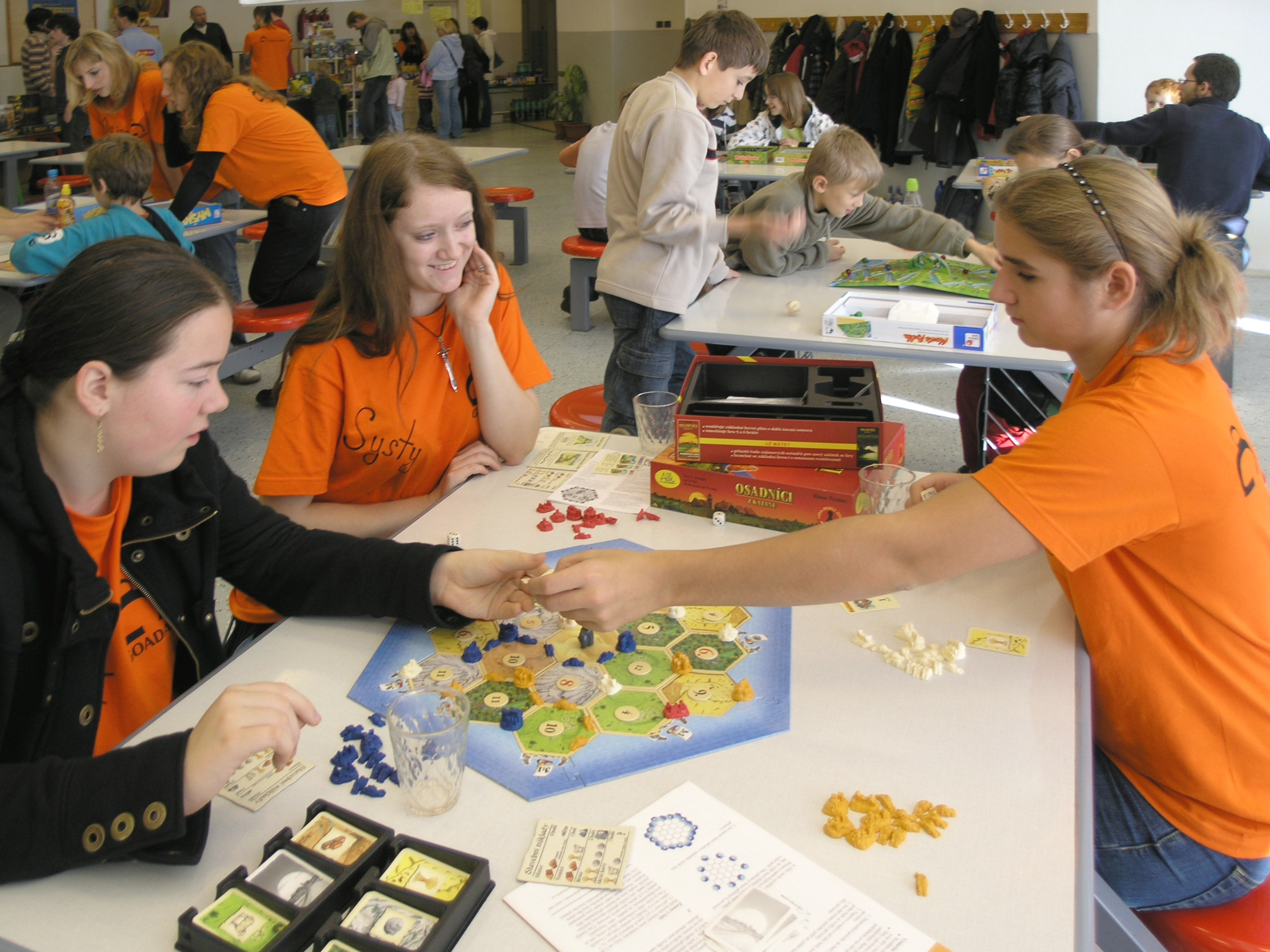

Coloniștii din Catan   este un joc de masă  creat de Klaus Teuber și publicat pentru prima oară în 1995 în Germania de către editura Franckh Kosmos (Kosmos), sub denumirea de Die Siedler von Catan.   Jucătorii își asumă rolul de coloniști, fiecare încearcă să construiască și să dezvolte orașele lor în timp ce tranzacționează și acumulează resurse. Jucătorii sunt recompensați cu puncte odată cu dezvoltarea propriilor orașe. Primul care ajunge la un anumit număr de puncte este câștigătorul.
Coloniștii din Catan  a fost unul dintre primele jocuri de masă creat de un german care ajunge sa fie popular în întreaga lume.  Peste 15 milioane de jocuri din seria Catan  au fost vândute până acum, jocul fiind până acum în peste 35 de limbi. Coloniștii din Catan  a fost numit "cel mai popular joc de masă al timpurilor noastre" de către Washington Post. 
Având mai multe drumuri și o persoana ce doreste sa își facă așezare între ele, este posibil cât timp se respecta regula cu 2 drumuri distanta fata de așezări 

## SeriaColoniștii din Catan
Popularitatea pe termen lung a jocului Coloniștii din Catan a condus la crearea unei întregi serii de extensii ale jocului principal. Astfel începând cu anul 1996, a apărut în Germania Coloniștii din Catan, jocul de cărți și inclusiv un roman, Die Siedler von Catan, de Rebecca Gablé (ISBN 343103019X).
Navigatorii introduce vapoarele în joc care permit jucătorilor să exploreze un arhipelag de insule.
A doua mare extensie pentru joc, este Orașe & Cavaleri a fost lansată în anul 2000.    

## Jocuri video
De la lansarea jocului, o serie de jocuri pe calculator au fost publicate sub numele de Catan. Primul oficial sancționat în limba engleză de presă a fost Catan: Jocul de calculator dezvoltat pentru PC de către Castle Hill Studios și publicat de Big Fish Games 

## Premii
2005
- Games Magazine Hall of Fame

1996
- Origins Award pentru Cel mai bun joc de fantesie și știință [3]

1995
- Spiel des Jahres jocul anului în Germania
- Deutscher Spiele Preis
- Essen Feather
- Meeples 'Choice Award